# Express (satélite)
Express ou Ekspress (em russo Экспресс) é uma série de satélites de comunicações russos operados pela empresa estatal Russian Satellite Communications Company (RSCC), com sede em Moscou.

## História
O primeiro satélite Express foi lançado no dia 13 de outubro de 1994, desde então, a série de satélites tem sido constantemente melhorado e agora inclui modelos Express, Express A, Express AM, Express MD e Express AT.
A maioria dos satélites são fabricados pela ISS Reshetnev (ex NPO PM). O modelo Express MD menor e mais leve é fabricado pela GKNPZ Khrunichev com base no satélite KazSat 1. Pesando 5.775 kg, o Express AM4 foi construído pela Astrium baseado no barramento do satélite Eurostar 3000.
Os veículos de lançamentos usados para colocar os satélites em órbita sempre foram um foguete Proton-K/Block-DM-2M ou um Proton-M/Briz-M. Três satélites foram perdidos devido a um mau funcionamento do veículo de lançamento.

## Frota de satélites Express
| Satélite     | Lançamento              | Posição     | Estado        | Comentários |
| ------------ | ----------------------- | ----------- | ------------- | --- |
| Express 1    | 13 de outubro de 1994   | 14° Oeste   | Inativo       | |
| Express 2    | 29 de setembro de 1996  | 80° Leste   | Inativo       | |
| Express A1   | 27 de outubro de 1999   | –           | Destruído     | Falha no foguete durante a operação de lançamento. |
| Express A2   | 12 de março de 2000     | 103° Leste  | Inativo       | |
| Express A3   | 24 de junho de 2000     | 11° Oeste   | Inativo       | |
| Express A4   | 10 de junho de 2002     | 14° Oeste   | Ativo         | |
| Express AM22 | 28 de dezembro de 2003  | 53° Leste   | Ativo         | |
| Express AM11 | 26 de abril de 2004     | 96,5° Leste | Inativo       | O satélite no dia 28 de março de 2006, apresentou um defeito devido a uma influência externa, provavelmente causado por uma colisão com lixo espacial. |
| Express AM1  | 30 de outubro de 2004   | 40° Leste   | Inativo       | |
| Express AM2  | 29 de março de 2005     | 80° Leste   | Ativo         | |
| Express AM3  | 24 de junho de 2005     | 140° Leste  | Ativo         | |
| Express AM33 | 28 de janeiro de 2008   | 96,5° Leste | Ativo         | |
| Express AM44 | 11 de fevereiro de 2009 | 11° Oeste   | Ativo         | |
| Express MD1  | 11 de fevereiro de 2009 | 80° Leste   | Fracassou     | O satélite saiu de serviço durante o mês de agosto de 2013 após sofrer uma série de falhas, que deixou o satélite fora de controle. |
| Express AM4  | 17 de agosto de 2011    | 14° Oeste   | Destruído     | Falha no lançamento: Devido a um erro na orientação do bloco acelerador Briz-M o satélite acabou sendo colocado em uma órbita errada. Apesar dos esforços não foi possível o satélite ser utilizado para transmitir internet banda larga para a estação antártica do Equador. O Express AM4 acabou caindo sobre o Oceano Pacífico no dia 28 de março de 2012. |
| Express MD2  | 6 de agosto de 2012     | 145º Leste  | Fracassou     | Falha no lançamento: o satélite não atingiu a órbita prevista |
| Express AM5  | 26 de dezembro de 2013  | 140° Leste  | Ativo         | [ 6 ] [ 7 ] [ 8 ] |
| Express AT1  | 16 de março de 2014     | 56° Leste   | Ativo         | |
| Express AT2  | 16 de março de 2014     | 140º Leste  | Ativo         | |
| Express AM4R | 15 de maio de 2014      | 80° Leste   | Destruído     | O mesmo seria o substituto para o Express AM4, mas foi perdido após uma falha do estágio superior Briz-M. |
| Express AM6  | 21 de outubro de 2014   | 53° Leste   | Ativo         | [ 6 ] |
| Express AM7  | 18 de março de 2015     | 40º Leste   | Ativo         | [ 10 ] |
| Express AM8  | 14 de setembro de 2015  | 14º Oeste   | Ativo         | [ 11 ] |
| Express AMU1 | 24 de dezembro de 2015  | 36° Leste   | Ativo         | [ 12 ] |
| Express 80   | Planejado para 2020     | 80° Leste   | Em construção | [ 13 ] |
| Express 103  | Planejado para 2020     | 103° Leste  | Em construção | [ 14 ] |
| Express AMU3 | Planejado para 2020     | 145° Leste  | Em construção | [ 15 ] |
| Express AMU7 | Planejado para 2020     | 145° Leste  | Em construção | [ 15 ] |